# Frugières-le-Pin
Frugières-le-Pin è un comune francese di 146 abitanti situato nel dipartimento dell'Alta Loira della regione dell'Alvernia-Rodano-Alpi.

## Società

### Evoluzione demografica
Abitanti censiti